# Warren Washington
Warren M. Washington (Portland, 28 de setembro de 1936 – Colorado, 18 de outubro de 2024) foi um físico estadunidense.
Recebeu a Medalha Nacional de Ciências de 2010.

## Início da vida e carreira
Washington nasceu em Portland, Oregon, em 28 de agosto de 1936. Ele se formou na Oregon State University (OSU) com bacharelado em física e mestrado em meteorologia, e obteve o doutorado em meteorologia pela Pennsylvania State University (PSU) em 1964. Ele ingressou no Centro Nacional de Pesquisa Atmosférica (NCAR) em 1963 como cientista e depois subiu na hierarquia para se tornar cientista sênior em 1975.
Washington era um especialista reconhecido internacionalmente em ciências atmosféricas e pesquisa climática, especializado em modelagem computacional do clima da Terra. Nos últimos anos, ele serviu sua ciência em uma ampla gama de capacidades. Ele foi nomeado para o National Science Board (NSB) em 1994, reconduzido em 2000 e tornou-se presidente de 2002 a 2006.  Em 1998, ele foi nomeado para o Conselho Consultivo Científico da Administração Nacional Oceânica e Atmosférica (NOAA); em 1999, ele foi eleito pelo Conselho de Curadores da Woods Hole Oceanographic Institution (WHOI) como membro da corporação para um mandato de três anos; em 2000, ele foi nomeado membro do Comitê Consultivo de Computação Científica Avançada pelo Secretário de Energia dos EUA; e em fevereiro de 2009 ele foi eleito para a Academia Nacional de Engenharia (NAE) "por ser pioneiro no desenvolvimento de modelos climáticos acoplados, seu uso em arquiteturas de supercomputação paralelas e sua interpretação".  Seus artigos científicos e políticos estão arquivados como a Coleção Warren M. Washington na biblioteca do Centro Nacional de Pesquisa Atmosférica.
Ele também recebeu vários prêmios. Entre eles, o U.S. Department of Energy concedeu a Washington o Prêmio de Serviço Excepcional do Programa de Pesquisa Biológica e Ambiental para Ciência Atmosférica em 1997, pelo desenvolvimento e aplicação de modelos avançados de circulação geral atmosférica-oceânica acoplada (GCMs) para estudar os impactos das atividades humanas no clima futuro. Também em 1997, ele foi introduzido na Coleção de Retratos de Afro-Americanos em Ciência, Engenharia e Medicina da National Academy of Sciences (NAS). Em 1999, Washington recebeu o Prêmio de Modernização do Serviço Nacional de Meteorologia (NWS). Em janeiro de 2000, Washington recebeu o Prêmio Charles Anderson da American Meteorological Society (AMS) por esforços pioneiros como mentor e defensor apaixonado de indivíduos, programas educacionais e iniciativas de divulgação destinadas a promover uma população diversificada de cientistas atmosféricos. Além disso, ele é membro honorário e ex-presidente da AMS. Em março de 2000, Washington recebeu o Prêmio Celebrando os Pioneiros do Século 20 em Ciências Atmosféricas na Howard University e, em abril de 2000, o Prêmio da Fundação Bonfils-Stanton do Colorado em reconhecimento a contribuições significativas e únicas no campo da ciência. Ele é membro da American Philosophical Society (APS) e recebeu doutorados honorários da Oregon State University e do Bates College. Em 2009, ele foi eleito membro da Academia Americana de Artes e Ciências (AAAS). Em 15 de outubro de 2010, o presidente Barack Obama nomeou Washington um dos 10 pesquisadores eminentes a receber a Medalha Nacional de Ciências.  Em fevereiro de 2019, Washington recebeu o Prêmio Tyler de Realização Ambiental, ao lado de Michael E. Mann.  Washington deu a palestra Ambrose Jearld Jr. de 2019 patrocinada pela Woods Hole Diversity Initiative.

## Morte
Washington morreu no dia 18 de outubro de 2024, aos 88 anos.

## Publicações
- Washington, Warren M; Washington, Mary C (2008). "Odyssey in Climate Modelling, Global Warming, and Advising Five Presidents".[9]
- Washington, Warren M; Parkinson, Claire L. (2005). "An Introduction to Three-dimensional Climate Modelling".[10]
- Hu, Aixue; Xu, Yangyang; Tebaldi, Claudia et al. (2013). "Mitigation of short-lived climate pollutants slow sea-level rise". doi:10.1038/nclimate1869